# Würzburg-Marathon
Der Würzburg-Marathon (offizieller Name „WVV marathon würzburg“ nach dem Sponsor Würzburger Versorgungs- und Verkehrs-GmbH) ist ein Marathon, der seit 2001 in Würzburg stattfindet. Er  wurde von Michael Littmann gegründet, wird vom ehrenamtlichen Team des Stadtmarathon Würzburg e. V. unter Leitung von Günter Herrmann organisiert und hat sich als einer der teilnehmerstärksten Marathons in Deutschland etabliert (2006: Platz 18).
Der Würzburg-Marathon zählt zu den Marathonveranstaltungen, bei denen eine Qualifikation für den Boston Marathon möglich ist.
Neben dem Marathon werden auch Halbmarathon, ein 10-km-Lauf, Staffelmarathon und Kinderläufe angeboten. Die Zeitmessung erfolgt mit dem ChampionChip-System.
2020 und 2021 musste die Veranstaltung auf Grund der Covid-19-Pandemie abgesagt werden.

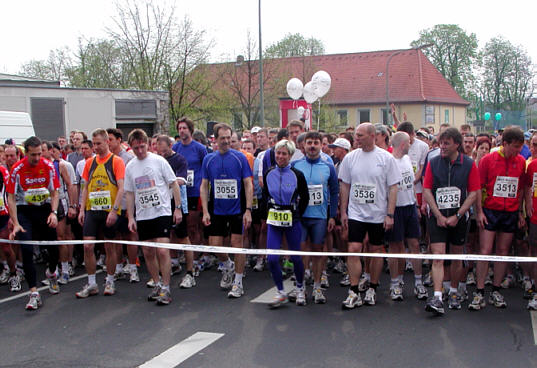
Starterfeld beim Würzburg-Marathon 2005

## Streckenverlauf
Der Start erfolgt direkt vor dem CCW. Nach dem Überlaufen der Brücke der Deutschen Einheit geht es auf eine Runde durch die Zellerau dann um danach in Richtung Heidingsfeld zu laufen. Dort geht es dann auf die andere Mainseite in Richtung Innenstadt (vorbei an fast allen Würzburgern Baudenkmälern). Auf der Höhe des CCW trennen sich die Wege der Marathon- und der Halbmarathonläufer. Die Halbmarathonläufer laufen direkt zum Ziel vor dem CCW, die Marathonläufer biegen für die zweite Runde (selbe Strecke) ab.

## Streckenrekorde
Marathon
- Männer: 2:14:10 h,  Titus Kipchumba Kosgei, 2011
- Frauen: 2:34:07 h,  Abiyot Eshetu, 2015

Halbmarathon
- Männer: 1:02:54 h,  Patrick Mugur Ereng, 2013
- Frauen: 1:13:37 h,  Lucy Njeri Macharia, 2013

## Siegerlisten

### Marathon
| Auflage | Jahr          | Männer                       | Zeit (h)               | Frauen                  | Zeit (h)               |
| ------- | ------------- | ---------------------------- | ---------------------- | ----------------------- | ---------------------- |
| 20      | 29. Mai 2022  |                              |                        |                         |                        |
| -       | 16. Mai 2021  | Veranstaltung abgesagt       | Veranstaltung abgesagt | Veranstaltung abgesagt  | Veranstaltung abgesagt |
| -       | 10. Mai 2020  | Veranstaltung abgesagt       | Veranstaltung abgesagt | Veranstaltung abgesagt  | Veranstaltung abgesagt |
| 19      | 26. Mai 2019  | Johannes Arens -2-           | 2:34:20                | Friedericke Schoppe -2- | 2:57:17                |
| 18      | 13. Mai 2018  | Marius Mayer                 | 2:41:18                | Friedericke Schoppe     | 3:02:06                |
| 17      | 21. Mai 2017  | Andre Ziegert                | 2:42:55                | Sonja Schöning          | 3:16:43                |
| 16      | 12. Juni 2016 | Johannes Arens               | 2:38:46                | Friedericke Müller      | 2:59:42                |
| 15      | 17. Mai 2015  | Belachew Gebresilassie       | 2:20:44                | Abiyot Eshetu SR        | 2:34:07                |
| 14      | 27. Apr. 2014 | Amin Shbro                   | 2:29:13                | Elena Illeditsch        | 2:58:02                |
| 13      | 19. Mai 2013  | Mulu Deresa                  | 2:29:07                | Adimas Kasahun          | 2:54:08                |
| 12      | 20. Mai 2012  | John Kipkemoi Kirui          | 2:18:13                | Lydia Rutto             | 2:42:37                |
| 11      | 15. Mai 2011  | Titus Kipchumba Kosgei SR    | 2:14:10                | Mihiret Anamo Antonios  | 2:39:51                |
| 10      | 16. Mai 2010  | Samson Siparimuk             | 2:19:18                | Ulrike Mayer-Tancic     | 3:04:38                |
| 9       | 24. Mai 2009  | Michael Tluvay               | 2:24:14                | Peris Poywo             | 2:54:42                |
| 8       | 27. Apr. 2008 | Kidus Gebremeskel            | 2:27:10                | Carolin Meyer           | 3:01:02                |
| 7       | 13. Mai 2007  | Eliud Kurgat -2-             | 2:19:47                | Elke Brenner            | 3:01:38                |
| 6       | 14. Mai 2006  | Eliud Kurgat Samson Loywapet | 2:16:01                | Olha Newkapsa -2-       | 2:39:57                |
| 5       | 17. Apr. 2005 | Elijah Kipruto Sang          | 2:20:44                | Olha Newkapsa           | 2:38:42                |
| 4       | 16. Mai 2004  | Jacob Losian                 | 2:22:06                | Joanna Chmiel -2-       | 2:48:25                |
| 3       | 18. Mai 2003  | Charles Kwambai              | 2:16:46                | Joanna Chmiel           | 2:55:28                |
| 2       | 5. Mai 2002   | Isaiah Sanga                 | 2:15:42                | Martina Groß            | 2:56:26                |
| 1       | 20. Mai 2001  | Paul Sichermann              | 2:30:01,2              | Uschi Wolf              | 2:56:48,7              |

### Halbmarathon
| Jahr | Männer                    | Zeit (h) | Frauen                      | Zeit (h) |
| ---- | ------------------------- | -------- | --------------------------- | -------- |
| 2017 | Ismaacil Cabdigani        | 1:10:42  | Verena Ibel                 | 1:31:06  |
| 2016 | Kedir Burka               | 1:09:56  | Julia Skala                 | 1:31:27  |
| 2015 | Patrick Fiederling        | 1:12:46  | Felicity Milton (GBR)       | 1:18:57  |
| 2014 | Ifa Keneni (ETH)          | 1:06:38  | Laura Zimmermann            | 1:23:26  |
| 2013 | Patrick Mugur Ereng -2-   | 1:02:54  | Lucy Njeri Macharia -2-     | 1:13:37  |
| 2012 | Patrick Mugur Ereng (KEN) | 1:03:46  | Lucy Njeri Macharia (KEN)   | 1:14:24  |
| 2011 | Charles Korir (KEN)       | 1:03:49  | Caroline Kwambai (KEN)      | 1:14:46  |
| 2010 | Moses Kiptum (KEN)        | 1:06:26  | Christine Chepkomei (KEN)   | 1:17:31  |
| 2009 | Julius Arile (KEN)        | 1:04:18  | Selly Kaptich (KEN)         | 1:18:50  |
| 2008 | Manuel Stöckert           | 1:08:40  | Elvira Rölli                | 1:28:32  |
| 2007 | Markus Unsleber           | 1:12:45  | Carmen Klenk                | 1:20:26  |
| 2006 | Josphat Chemjor (KEN)     | 1:07:07  | Alem Ashebir (ETH)          | 1:15:20  |
| 2005 | Gamachu Roba              | 1:07:36  | Friederike Back             | 1:23:45  |
| 2004 | Noah Talam -2-            | 1:07:07  | Irene Jerotich Kosgei (KEN) | 1:20:31  |
| 2003 | Moses Cheserek (KEN)      | 1:07:18  | Melanie Sperlein            | 1:25:18  |
| 2002 | Noah Talam (KEN)          | 1:05:22  | Barbara Krauthahn           | 1:31:04  |
| 2001 | Dirk Nürnberger           | 1:08:52  | Mulu Kassa (ETH)            | 1:21:34  |

### Entwicklung der Finisherzahlen
| Jahr | Marathon | Halbmarathon |
| ---- | -------- | ------------ |
| 2012 | 0602     | 1867         |
| 2011 | 0683     | 1814         |
| 2010 | 1013     | 2017         |
| 2009 | 0909     | 2091         |
| 2008 | 1148     | 1928         |
| 2007 | 0877     | 2430         |
| 2006 | 1283     | 2681         |
| 2005 | 1153     | 2676         |
| 2004 | 1214     | 2691         |
| 2003 | 1648     | 2709         |
| 2002 | 1484     | ???          |
| 2001 | 1482     | 1767         |